# Vincent Le Quellec
Vincent Le Quellec (Lannion, 8 de febrero de 1975) es un deportista francés que compitió en ciclismo en la modalidad de pista, especialista en la prueba de velocidad por equipos.
Ganó dos medallas de oro en el Campeonato Mundial de Ciclismo en Pista, en los años 1997 y 1998.

## Medallero internacional
| Campeonato Mundial | Campeonato Mundial | Campeonato Mundial | Campeonato Mundial    |
| Año                | Lugar              | Medalla            | Competición           |
| ------------------ | ------------------ | ------------------ | --------------------- |
| 1997               | Perth (Australia)  | Medalla de oro     | Velocidad por equipos |
| 1998               | Burdeos (Francia)  | Medalla de oro     | Velocidad por equipos |